# Pripravnik za ratnika
Pripravnik za ratnika je znanstveno fantastična priča koju je napisala Lois McMaster Bujold.
Ovo je prva knjiga u kojoj se javlja Miles Vorkosigan kao glavni junak. Nakon što je uspio upropastiti svoju priliku da su upiše na Barrayarsku Akademiju, prati se Milesa i njegov odlazak na koloniju Beta kako bi konačno udovoljio (većini) svojih tinejdžerskih želja.
Knjiga je izdana 1986. godine i ujedno je prva knjiga koja je izdana iz Pustolovina Milesa Vorkosigana.

## Radnja priče
Sad 17-godišnji Miles fizički je inferioran svojim vršnjacima. Visok je svega metar i pedeset i upravo se nije uspio kvalificirati na Barrayarsku Akademiju, pri fizičkom testu slomio je obje noge.
Zajedno s Elenom (Botharijevom kćerkom) i samim narednikom Botharijem odlazi u posjet svojoj baki na koloniju Beta. U brzom slijedu uspijeva nabaviti brod, pilota i krijumčarsku misiju prevozeći oružje za opsjedanu vladu. Usred te misije polazi mu za rukom zaposjesti drugi brod od skupine plaćenika. To mu se zapravo ne namjerno nameće kao jedina opcija u naizgled nemogućim okolnostima. Predstavlja se kao admiral Naismith, zapovjednik tada još nepostojećih Dendarijskih plaćenika, vodi posadu uz pomoć čestih improvizacija, čiste drskosti i sreće. Pod Naismithovim sjajnim vodstvom, Slobodni dendarijski plaćenici preuzimaju kontrolu nad svim ostalim plaćeničkim brodovima i pobjeđuju u ratu. Ipak u tom ratu Miles je izgubio naklonost svoje prve ljubavi, Elena se zaljubila u jednoga od plaćenika. Nakon što je njezin otac ubijen od strane Elenine biološke majke (sve do tog trenutka ona je vjerovala da joj je majka ili umrla pri porodu ili u nekoj nerazjašnjenoj nesreći) Elena odlučuje i ostati s Dendarijskim plaćenicima.
S neočekivanim dolaskom Milesovog rođaka Ivana Vorpatrila, on saznaje kako ga je Vijeće Grofova na Barrayaru optužilo za sastavljanje vlastite vojske. Time je povrijedio Vorloupulusov Zakon, što je djelo veleizdaje i kažnjivo je smrću putem javnog izgladnjivanja. Miles se vraća kući kako bi otkrio pravu priču iza same optužbe i uspijeva izbjeći suđenje tako što uvodi Slobodne dendarijske plaćenike kao dio Carske vojske. Kao nagradu za svoje rezultate, carskim ukazom je primljen na Akademiju.